# Tie Rack
Tie Rack er et britisk-baseret slipsefirma, der sælger halstørklæder, manchetknapper og mange andre typer beklædningsgenstande. Butikkerne er ofte relativt små som følge af produkternes størrelse, og de ligger normalt i lufthavne, togstationer og indkøbscentre over hele verden.
Tie Rack blev grundlagt i august 1981 af Roy Bishko. Den første butik åbnede i London på Oxford Street 91 fra en hælebar, som Bashko ejede.
Den første lufthavnsbutik åbnede i Glasgow Airport i 1984 og den nuværende flagskibsbutik på Oxford Street 295 overfor John Lewis kom samme år. Der findes i dag over 330 butikker i 24 lande.
Efter en periode med konsolidering begyndte Tie Rack at ekspandere igen i 2008/2009. I juli 2009 havde kæden 260 butikker i 26 lande, hvoraf omkring 190 lå i 14 EU-lande med over 1.500 ansatte.
I 1999 blev kæden købt af Frangi SpA Group og har siden kunnet sælge produkter under Frangi-mærket. I 2007 købte Fingen Group fra Firenze i Italien aktiemajoriteten.
Den 19. november 2013 blev det annonceret, at Tie Rack ville begynde at lukke deres resterende 44 butikker.